# قهوه‌خانه میر (روستا)
قهوه‌خانهٔ میر روستایی کوچک از توابع بخش رویدر شهرستان خمیر در استان هرمزگان در ایران است که در یک کیلومتری شرق تقی خان در بین راه بندرعباس - بستک واقع شده است.

## جمعیت
جمعیت این روستا ۱۸ نفر (۳ خانوار) است که به لحاظ مذهبی اهل سنت و از شاخهٔ شافعی و از پیروان محمد ادریس شافعی هستند.
این روستا دارای مسجد و آب انبار (برکه) می‌باشد.

## پیشه
پیشهٔ اهالی این روستا دامداری و کشاورزی است؛ و شمار کمی نخل و دیم دارند.

## محدوده قهوه‌خانهٔ میر
این قهوه‌خانه از شمال به راوا، از جنوب به کوه، از غرب به تقی خان و از سمت شرق به دره محدود می‌شود.